# Бердянски държавен педагогически университет
Бердянски държавен педагогически университет (на украински: Бердянський державний педагогічний університет) е висше училище в Бердянск, Украйна. Ректор на университета е Виктория Анатолиевна Зарва.

## История
През 1932 година на базата на Бердянския педагогически техникум е създаден Бердянски държавен педагогически институт, а през 2002 година той е преобразуван в Бердянски държавен педагогически университет. От 2002 година ректор на БДПУ е професор Василий Василиевич Крижко.

## Структура

### Факултети
- Социално-педагогически факултет
- Социално-хуманитарен факултет
- Физико-математически факултет
- Факултет по технологии, инженерни и компютърни графики
- Факултет по икономика
- Факултет по начално образование и приложна психология
- Факултет по компютърни технологии и системи
- Факултет по естетическо и физическо възпитание

## Обучение на български език и култура
През 1991 година е открит факултет по украинска и славянска филология, в който е създадена специалност „Украински език и литература и български език“. На базата на филологическия факултет през 2006 година е създаден Институт по филология, ръководен от професор дфн Виктория Анатолиевна Зарва.
Към 1 септември 2008 година в Института по филология на БДПУ се готвят 200 студенти (1 – 5 курс) по стециалност „Педагогика и методика на средното образование. Английски език и литература (или немски) и български език и литература“, което са 3 % от общия брой студенти на БДПУ. През учебната 2008-2009 година е открита и задочна форма на обучение. Към този момент няма украински вуз с толкова голям брой студенти, които изучават български език.
В катедрата по общо езикознание и славянска филология, преподавали български език и литература са:
- Росица Пенкова, от Велико Търново (от 1997)
- Дарина Чернева, от Велико Търново (от 2001)
- Матей Матев, от Пловдив (от 2003), който през 2006 година за висок професионализъм и творчески постижения с указ на Министерството на науката и образованието на Украйна е удостоен с медал и званието отличник.
- Доцент д-р Страшимир Цанов, от Шумен (от 2007), като щатни преподаватели асистент Оксана Червенко и Светлана Корниенко (старши преподавател в катедрата по теория и методика на преподаването на езици).

През 2002 година във Факултета за естетическо и физическо възпитание при БДПУ, специалност „Хореография“, по идея на ректорското ръководство започва изучаването на български народни танци с преподавател Мариян Василев (от София), който през 2006 година за висок професионализъм и творчески постижения с указ на Министерството на науката и образованието на Украйна е удостоен с медал и званието отличник. От 2007 година в катедрата по хореография български народни танци преподава Елеонора Василева (от София). Институтът по филология работи в тясно сътрудничество с дружеството на българите „Родолюбие“, което е част от Асоциацията на българите в Украйна.
Председателят на дружество „Родолюбие“ Лариса Савченко и активистите на дружеството имат съществен принос за набирането на студенти. Със съдействието на Лариса Савченко са сключени договори за сътрудничество между БДПУ и Тракийски университет – Стара Загора и между БДПУ и ВТУ „Кирил и Методий“. Дружество „Родолюбие“ съдейства и за ежегодната педагогическа практика, която бердянските студенти българисти провеждат в България на базата на ТУ – Габрово. Випускниците на БДПУ Виталий Пейчев и Юлия Булба следват докторантури в България, изисквани от Лариса Савченко.
Благодарение на добре подготвените студенти от БДПУ в началото на 21 век започва да се разширява изучаването на български език в средните училища на град Бердянск. Три студентки от Института по филология водят факултативи в Първо, Пето и Петнадесето училище. Това са Светла Желева от 3 курс, Таисия Калоянова от 4 курс и Анастасия Минко от 4 курс. През лятото на 2008 година изучаването на български език в БДПУ получава признание от МОН Република България. Отпусната стипендия е за Международния летен семинар по Българистика във Велико Търново. На специализации в България са ходели преподавателите от Института по филология Оксана Червенко, Светлана Корниенко, Галина Школа.